# Eupyrgus scaber
Eupyrgus scaber är en sjögurkeart som först beskrevs av Leutken 1857.  Eupyrgus scaber ingår i släktet Eupyrgus och familjen Molpadiidae. Inga underarter finns listade i Catalogue of Life.